# Erzgebirgssparkasse
Die Erzgebirgssparkasse ist eine deutsche öffentlich-rechtliche Sparkasse mit Sitz in Annaberg-Buchholz (Sachsen).

## Geschichte
Zum 1. Januar 2012 fusionierten die Sparkasse Mittleres Erzgebirge, die Sparkasse Erzgebirge und die Kreissparkasse Aue-Schwarzenberg zur Erzgebirgssparkasse. Damit wurde die Erzgebirgssparkasse die drittgrößte Sparkasse in Sachsen und die viertgrößte in Ostdeutschland. Die Fusion der drei Sparkassen erfolgte fast vier Jahre nach Bildung des Erzgebirgskreises infolge der Sächsischen Kreisreform 2008. Zum 1. Januar 2014 wurde die Erzgebirgssparkasse von der Sachsen-Finanzgruppe in die Trägerschaft des Erzgebirgskreis übertragen.

## Geschäftsgebiet
Das Geschäftsgebiet entspricht dem heutigen Erzgebirgskreis und umfasst die ehemaligen Landkreise Annaberg, Stollberg, Mittleres Erzgebirge und Aue-Schwarzenberg im Südwesten des Freistaates Sachsen.

## Organisationsstruktur
Die Erzgebirgssparkasse unterliegt als Anstalt des öffentlichen Rechts den Rechtsgrundlagen des Sparkassengesetzes (Gesetz über die öffentlich-rechtlichen Kreditinstitute im Freistaat Sachsen und die Sachsen-Finanzgruppe), der Sparkassenverordnung Sachsen und der Satzung der Erzgebirgssparkasse.
Die Organe der Anstalt sind Vorstand und Verwaltungsrat. Träger der Erzgebirgssparkasse ist der Erzgebirgskreis. Sie ist Mitglied im Ostdeutschen Sparkassenverband und über diesen dem Deutschen Sparkassen- und Giroverband angeschlossen.
Die Erzgebirgssparkasse ist an folgenden Institutionen beteiligt:
- Ostdeutscher Sparkassenverband
- Beteiligungsgesellschaft der Sparkassen des Freistaates Sachsen mbH
- Sparkassen-Kapitalbeteiligungs-Fonds Erzgebirge GmbH
- RFS Retail Finance Service GmbH
- Beteiligungsgesellschaft für Sparkassendienstleitungen Ost mbH & Co. KG
- S-Direkt Marketing GmbH & Co. KG
- Deutsche Sparkassen Leasing AG & Co. KG
- Monolith Grundstücksverwaltungsgesellschaft mbH & Co.
- Golfpark Westerzgebirge GmbH + Co. KG

## Geschäftsausrichtung und Geschäftszahlen
Die Erzgebirgssparkasse betreibt als Sparkasse das Universalbankgeschäft. Auf dem Gebiet der Privat- und Geschäftskunden hat sie einen Marktanteil von ca. 70 % in ihrem Geschäftsgebiet.
Die Erzgebirgssparkasse wies im Geschäftsjahr 2024 eine Bilanzsumme von 5,954 Mrd. Euro aus und verfügte über Kundeneinlagen von 5,06 Mrd. Euro. Gemäß der Sparkassenrangliste 2024 liegt sie nach Bilanzsumme auf Rang 71. Sie unterhält 71 Filialen/Selbstbedienungsstandorte und beschäftigt 689 Mitarbeiter.
Im Verbundgeschäft arbeitet das Kreditinstitut u. a. mit der Ostdeutschen Landesbausparkasse (LBS), der DekaBank, der Sparkassen-Versicherung Sachsen und der Deutschen Leasing zusammen.

## Gesellschaftliches Engagement
Die Erzgebirgssparkasse ist der größte nicht staatliche Förderer der Region und engagiert sich für das Gemeinwohl, die Region, deren Kultur und Menschen. Sie unterstützt Vereine, Schulen, Kommunen und soziale Einrichtungen. Darüber hinaus ist das Erzgebirge eine der sportlichsten Regionen des Freistaates Sachsen. Das diesbezügliche Engagement der Erzgebirgssparkasse kommt beispielsweise durch das Erzgebirgsstadion des FC Erzgebirge Aue (von 2011 bis 2017 offiziell Sparkassen-Erzgebirgsstadion) und die Sparkassen-Skiarena der Wintersportler des WSC Erzgebirge Oberwiesenthal zum Ausdruck. Die Förderungen werden über Sponsoringverträge, Spenden und über die Stiftungen der Sparkasse realisiert. 2010 erfolgte die Auszeichnung als „Premier-Bank des Jahres“ im Wettbewerb Großer Preis des Mittelstandes der Oskar-Patzelt-Stiftung.